# Vance Avery Petriew
Vance Avery Petriew (...) est un astronome amateur canadien, consultant en informatique de métier.

## Biographie
Résident à Regina, capitale provinciale de la Saskatchewan, Canada ; il étudie l'astronomie et la physique à l'Université de la Saskatchewan, il y obtient en 1992 un bachelor en sciences (B. Sc.) en physique.
Il est principalement connu pour la découverte de la comète périodique 185P/Petriew.
Dans le domaine de l'astronomie, il s'est principalement consacré à l'observation des étoiles variables. Il est membre de l'Association américaine des observateurs d'étoiles variables (AAVSO) ; ses observations sont enregistrées sous le code PVA : entre 2001 et 2007 il a fait plus de 150 000 estimations de luminosité.

## Récompenses
- En 2002, il reçoit le prix Edgar-Wilson[6].
- En 2007, il reçoit le prix du directeur de l'AAVSO[7].